# سنيثيلا
سنيثيلا (بالإنجليزية: Sneathiella)‏ هو جنس من البكتريا من شعبة المتقلبات.

## أصل التسمية
سمي هذا الجنس من البكتيريا نسبة إلى عالم الجراثيم البريطاني سنيث (بالإنجليزية: P. H. A. Sneath)‏.

## الأنواع
- Sneathiella chinensis Jordan, Thompson, Zhang, Li, Vancanneyt, Kroppenstedt, Priest & Austin, 2007
- Sneathiella glossodoripedis Kurahashi, Fukunaga, Harayama & Yokota, 2008